# バゴウェ州
バゴウェ州(フランス語：Région de la Bagoué)はコートジボワール北部のサヴァヌ地方西部の州。
州都はブーンディアリ。
2014年の人口は約37.6万人。

## 地理
- 北：マリ
- 東：ポロ州
- 南南東：ベレ州
- 南南西：ウォロドゥーグー州
- 西南西：カバドゥグー州
- 西北西：ホロン州

## 行政区画
- Boundiali
- Kouto
- Tengréla